# Europarundflug 1929
Der Europarundflug 1929 war der erste internationale Flugzeugwettbewerb der FAI (französisch: Challenge International de Tourisme), welcher zwischen dem 4. und 16. August in Paris stattfand. Insgesamt fand dieser Wettbewerb zwischen 1929 und 1934 viermal statt und war eines der wichtigsten Luftfahrtereignisse in der Zeit vor dem Zweiten Weltkrieg. Es siegte der deutsche Pilot Fritz Morzik auf einer Konstruktion von Willy Messerschmitt.

## Überblick
Der Europarundflug 1929 wurde vom Aero Club Frankreich organisiert. Die FAI hatte die Idee, einen Wettbewerb für Sport- und Reiseflugzeuge auszuschreiben, bei dem sich Piloten und Hersteller bestimmten Flugaufgaben stellen sollten.
Der Wettbewerb startete am 4. August in Paris und beinhaltete zwei Hauptbewertungen: technische Wettbewerbe und ein Luftrennen über Europa. Der Hintergrund der Veranstaltung lag darin, die Entwicklung von Sport- und Reiseflugzeugen voranzutreiben. Nicht nur das Können der Piloten war hier Bestandteil der Prüfungen, auch die Zuverlässigkeit und Güte der technischen Entwicklung fanden hier Bewertung.
55 Flugzeuge aus sechs Nationen nahmen teil: Deutschland (24 Besatzungen), Italien (12), Frankreich (9), Vereinigtes Königreich (5), Tschechoslowakei (3) und die Schweiz (2). In manchen Mannschaften waren ausländische Piloten vertreten, z. B. war in der deutschen Mannschaft der Kanadier John Carberry mit seiner Raab-Katzenstein RK 25, in der französischen Mannschaft flogen zwei Belgier. Im britischen Team flog die Pilotin Winifred Spooner und Mary Bailey flog den Wettbewerb ebenfalls mit – aber außerhalb der offiziellen Wertung. Alle Flugzeuge waren mit einer Zweierbesatzung unterwegs: Pilot mit Fluggast oder Mechaniker.

## Flugzeuge

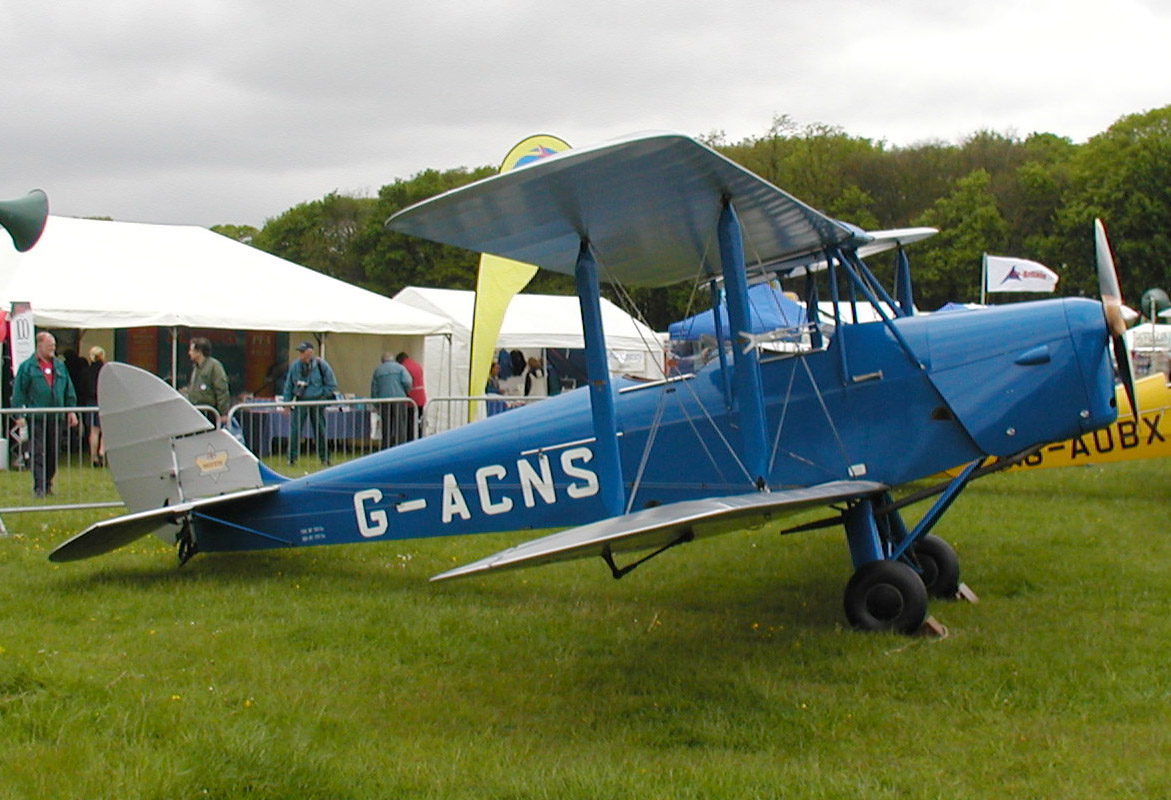
de Havilland DH.60 Gipsy Moth

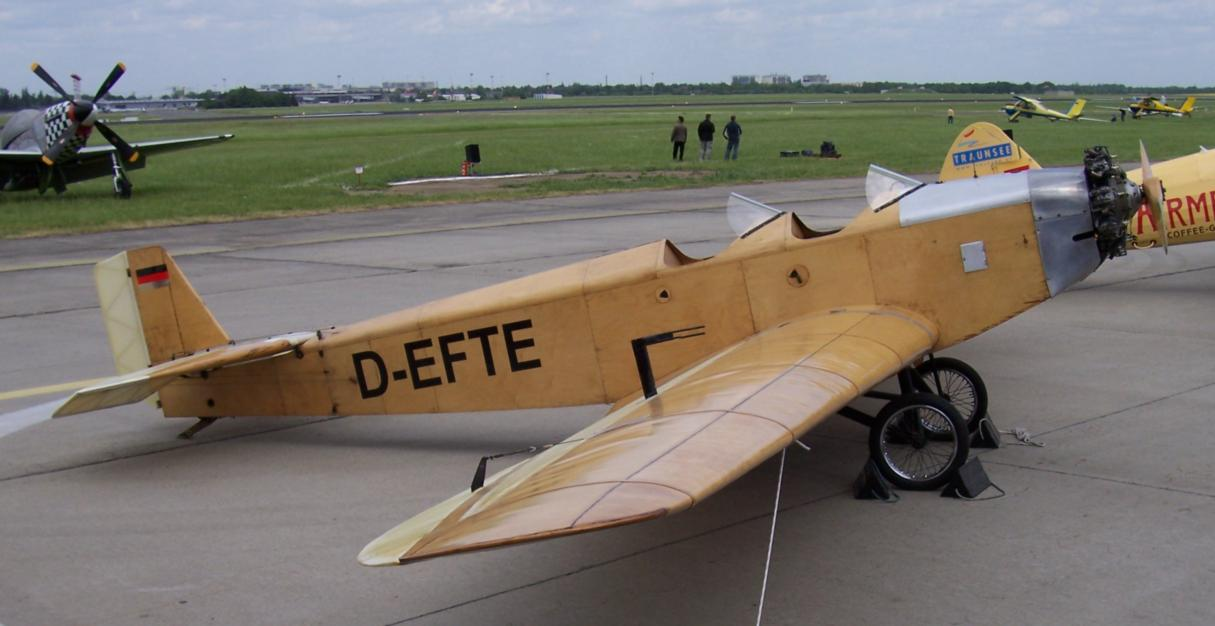
Klemm L 25 auf der ILA 2006

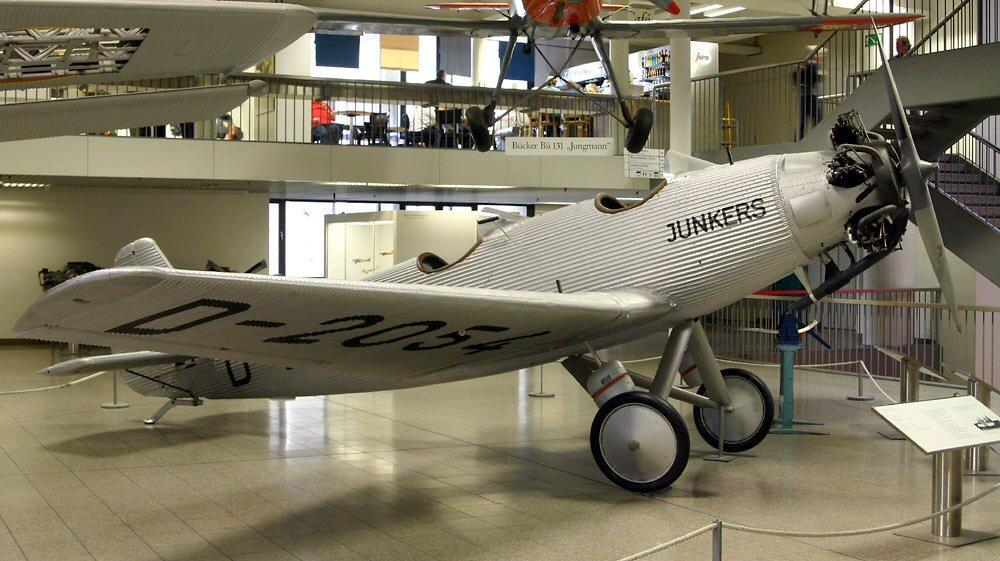
Junkers A 50 im Deutschen Museum

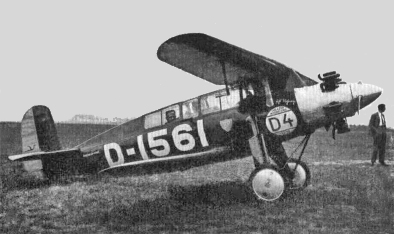
Darmstadt D-18 (D-1561) auf dem Flugplatz Berlin-Tempelhof (1930)

Die Flugzeuge dieses Wettbewerbes waren übliche Sportflugzeuge der späten 1920er Jahre, wie z. B. die de Havilland DH.60 Moth Gipsy Moth, die das hauptsächliche Flugzeug der britischen Mannschaft war. Die Flugzeuge hatten meist keine Kabine, waren Hoch-, Tief- oder Doppeldecker, speziell entwickelt für diesen Rundflug war keines der Flugzeuge. In den Folgejahren sollte sich das ändern. Die einzige Ausnahme bildete die tschechische Avia BH-11 mit einer für den Wettbewerb geänderten Tragflächenkonstruktion. Alle Flugzeuge waren mit einem festen Fahrwerk ausgestattet und manche hatten keine Möglichkeit, die Tragflächen anzuklappen, um Platz beim Abstellen in der Flugzeughalle zu sparen. Die meisten Flugzeuge kamen von den deutschen Herstellern BFW oder Klemm. Die BFW M 23b war neunmal am Start, die Klemm L 25 Ia sechsmal, darunter zwei in der schweizerischen Mannschaft und zweimal als Modell Kl 26 und waren zweisitzige Tiefdecker in Holzbauweise ohne Kabine.

## Technische Wettbewerbe
Der erste Hauptteil des Wettbewerbes bestand aus technischen Aufgabenstellungen: technische Beurteilung, einfaches Starten des Motors, einfaches Anlegen der Tragflächen und minimaler Kraftstoffverbrauch.
Zuerst wurde die Technik beurteilt: Merkmale wie Doppelsteuer, gute Bedienungs- und Steuerelemente, Radbremsen, Feuersicherheit und ausreichend Platz für einen Rettungsfallschirm wurden begutachtet und es konnten maximal 18 Punkte erreicht werden. Die Gewinner waren hier die Italiener mit ihrer Breda Ba.15 (11,75 bis 12 Punkte) und die deutschen Ganzmetallflugzeuge Junkers A 50 (11,75 Punkte). Sehr gute Ergebnisse erzielten mit 11,25 Punkten die Fiat AS.1 und die Romeo Ro-5. Die deutschen BFW M 23b erhielten nur 9,5 Punkte, die DH-60 von 9,5 bis 10,5 und das niedrigste Ergebnis bekam die Caudron C.113.
Nach der Prüfung über das Anklappen der Tragflächen und den Motorstart war der Führende der Tscheche Josef Novak mit seinem Aero A.34 Doppeldecker mit 17,5 Punkten. Dahinter rangierten drei italienische Besatzungen mit den Romeo Ro-5 Doppeldeckern (17,25 Punkte), danach folgte der Rest des Feldes. Der beste deutsche Pilot war Wolf Hirth mit 16,25 Punkten (12. Platz, Klemm L 25), die meisten Deutschen folgten dicht dahinter. Einige Flugzeuge erhielten Abwertungen wegen nicht anklappbarer Tragflächen.
Zuletzt fand der Verbrauchswettbewerb statt, der am 5. August in einem 6 × 50 km großen geschlossenen Areal stattfand. Es gab 20 Punkte zu erzielen. Das beste Ergebnis erreichte der Deutsche Johannes Nehring mit seinem Darmstadt-D-18-Doppeldecker (18,5 Punkte), dann folgte der Schweizer Hans Wirth auf Klemm 25, drei deutsche Junkers A 50 und zwei tschechische Avia BH-11 mit 15 – 17 Punkten. Die übrigen deutschen Klemm erreichten ebenfalls gute Bewertungen mit 12 – 14,5 Punkten.
Der Verbrauchswettbewerb sorgte für eine Änderung im vorläufigen Gesamtklassement: Die drei Führenden Johannes Nehring (Darmstadt D-18), Hans Wirth (Klemm L.25) und František Klepš (BH-11) hatten jeweils 32 Punkte. Die weiteren Plätze waren vom 4. (Robert Lusser) – 10. von den deutschen Besatzungen auf Klemm und Junkers mit 29,5 – 30 Punkten belegt. Der beste Brite, Hubert Broad, hatte Platz 15 inne, während die Aviatrix Winifred Spooner auf dem 25. Platz landete (22,5 Punkte). Die deutschen BFW M 23 belegten nur enttäuschende hintere Ränge mit 25 Punkten, wobei Fritz Morzik sogar nur 19,5 Punkte erreichen konnte, was ihm den 30. Platz einbrachte. John Carberry (RK-25) wurde mit 12 Punkten 47. und Letzter.
| Pl. | Pilot             | Nation                 | Flugzeug                | Punkte |
| --- | ----------------- | ---------------------- | ----------------------- | ------ |
| 01. | Johannes Nehring  | Deutsches Reich        | Akaflieg Darmstadt D 18 | 32,5   |
| 01. | Hans Wirth        | Schweiz                | Klemm L 25 Ia           | 32,5   |
| 01. | František Klepš   | Tschechoslowakei       | Avia BH-11              | 32,5   |
| 04. | Robert Lusser     | Deutsches Reich        | Klemm L 25 Ia           | 30,5   |
| 05. | Waldemar Roeder   | Deutsches Reich        | Junkers A 50            | 30,25  |
| 05. | Reinhold Poss     | Deutsches Reich        | Klemm L 25 Ia           | 30,25  |
| 07. | Friedrich Siebel  | Deutsches Reich        | Klemm L 25 Ia           | 30     |
| 08. | Johann Risztics   | Deutsches Reich        | Junkers A 50            | 29,75  |
| 09. | Wolf Hirth        | Deutsches Reich        | Klemm L 25 Ia           | 29,5   |
| 09. | Franz Kneer       | Deutsches Reich        | Junkers A 50            | 29,5   |
| 11. | Vaclav Vlček      | Tschechoslowakei       | Avia BH-11              | 29     |
| 12. | Federico Guazetti | Königreich Italien     | Romeo Ro-5              | 28,5   |
| 13. | F. Kirsch         | Deutsches Reich        | Klemm L 26              | 27,75  |
| 14. | Mario Stoppani    | Königreich Italien     | CANT 26                 | 27,25  |
| 15. | Hubert Broad      | Vereinigtes Königreich | DH-60                   | 26,25  |

Acht Besatzungen schieden bis zum Ende des technischen Wettbewerbes aus. Meist waren Motorprobleme die Gründe dafür. Der deutsche Konstrukteur Hermann Hofmann verunglückte tödlich mit seiner Arado L I, als er über dem Flugplatzgelände einige Kunstflugeinlagen präsentieren wollte.

## Luftrennen über Europa
Der zweite Hauptteil des Wettbewerbes war ein 5942 km langes Luftrennen über Europa auf einer festgelegten Flugroute: Paris – Basel – Genua – Lyon – Marseille – Saint-Raphaël – Turin – Mailand – Venedig – Zagreb – Belgrad – Bukarest – Turnu Severin – Budapest – Wien – Brünn – Prag – Breslau – Warschau – Posen – Berlin – Hamburg – Amsterdam – Brüssel – Paris. Hauptstationen waren Belgrad, Warschau und Paris. Es war nicht nur ein Rennen, sondern auch eine harte Prüfung für die Flugzeuge und deren Besatzungen über solch eine lange Strecke zuverlässig durchzuhalten. Wichtige Bewertungspunkte waren hier: Erreichen einer hohen Reisegeschwindigkeit, Einhalten des vorgeschriebenen Kurses und die Kontinuität des Fluges. So musste täglich mindestens eine Station erreicht werden und die Nacht auf den ausgewiesenen Flugplätzen verbracht werden. Ebenso durften unterwegs keine größeren Reparaturen und Wartungen anstehen. Maximal 119 Punkte waren erreichbar, davon entfielen maximal 70 für die erreichte Durchschnittsgeschwindigkeit, 35 für die Einhaltung der Flugstrecke und 14 für die Zuverlässigkeit.
Das Rennen wurde am 7. August um 09:00 Uhr in Orly gestartet, wobei bereits beim Start zwei Besatzungen ausfielen. Einer der beiden Piloten war der Tscheche Josef Novak mit seiner Aero A.34. Sein Motor streikte und das Flugzeug überschlug sich bei der folgenden Notlandung. Obwohl die Höchstgeschwindigkeit nicht das einzige Kriterium war, flogen die Besatzungen dennoch sehr schnell. Die neun schnellsten Teilnehmer kamen am 8. August gegen Mittag in Belgrad an. Unter ihnen waren: Hubert Broad, Winifred Spooner, František Klepš (Avia BH-11), Johannes Nehring (D 18), Raymond Delmotte (Caudron C.191) und John Carberry (RK 25). Diese Führungsgruppe war auch auf den nächsten Flugplätzen die schnellste. Die Verfolgergruppe bestand aus fünf deutschen Besatzungen, unter anderem mit Fritz Morzik (BFW M 23b) und zwei italienischen Besatzungen. Die meisten anderen Teilnehmer flogen ohne einen Anschluss an eine Gruppe. Einige Flugzeuge fielen wegen technischer Probleme und Bruchlandungen aus dem Rennen.
Am 9. August starteten die meisten Teilnehmer in Belgrad, während wenige andere Flugzeuge die Stadt noch nicht einmal erreicht hatten. Am 11. August startete die Führungsgruppe in Brünn und erreichte Warschau. Auf dem Weg nach Posen musste Johannes Nehring mit seiner Darmstadt D 18 notlanden und beschädigte sein Flugzeug, bis dahin war es eines der schnellsten Flugzeuge im Feld.
Den Teilnehmern war es nicht gestattet, vor dem 14. August um 15:00 in Orly zu landen, so hob die Führungsgruppe in Brüssel ab und kreiste über dem Flugplatz Orly, bis es kurz vor 15:00 war und setzte dann zur Landung an. 19 Flugzeuge setzten kurz hintereinander auf dem Boden auf – der erste war der Italiener Batista Botalla mit seiner Fiat AS.1. An diesem Tag erreichten vier weitere Besatzungen Orly, am 15. August beendeten drei Teilnehmer das Rennen, am Folgetag trafen dann die Letzten ein. 31 der 47 gestarteten Flugzeuge waren im Ziel angekommen.
Nur zwei Besatzungen erreichten die maximale Punktzahl von 119: der deutsche Fritz Morzik (BFW M 23b) und der Kanadier John Carberry (RK-25), den dritten Punkterang mit 109 belegte Hubert Broad (DH-60G). Die italienische Mannschaft konnte ein gutes Ergebnis mit 99 – 194 Punkten erreichen, sie flogen während des gesamten Rennens in einer Gruppe. Die Gewinner des technischen Wettbewerbes konnten im Rennen keine hohen Punkte erzielen und mussten hintere Positionen einnehmen. (Robert Lusser – 97,75 Punkte, František Klepš – 94 Punkte, Hans Wirth – 81,75 Punkte).
| Pl. | Pilot              | Nation                 | Flugzeug               | Punkte  |
| --- | ------------------ | ---------------------- | ---------------------- | ------- |
| 01. | Fritz Morzik       | Deutsches Reich        | BFW M 23b              | − 119   |
| 02. | John Carberry      | Kanada                 | Raab-Katzenstein RK 25 | − 119   |
| 03. | Hubert Broad       | Vereinigtes Königreich | DH-60                  | − 109   |
| 04. | Wolf von Dungern   | Deutsches Reich        | BFW M 23b              | − 106,5 |
| 05. | Umberto Gelmetti   | Königreich Italien     | Romeo Ro-5             | − 104   |
| 06. | Federico Guazetti  | Königreich Italien     | Romeo Ro-5             | − 99    |
| 07. | Winifred Spooner   | Vereinigtes Königreich | DH-60                  | − 99    |
| 08. | Gustavo Castaldo   | Königreich Italien     | Romeo Ro-5             | − 99    |
| 09. | Francesco Lombardi | Königreich Italien     | Fiat AS.1              | − 99    |
| 10. | Batista Bottalla   | Königreich Italien     | Fiat AS.1              | − 99    |

## Endergebnis
Nach dem Luftrennen, am 16. August, wurde der erste Europarundflug der FAI offiziell beendet. Nach Zusammenzählen aller erreichten Punkte siegte der Deutsche Fritz Morzik mit seiner BFW M 23b, der zweite Platz ging an Hubert Broad.
| Pl. | Pilot              | Nation                 | Flugzeug                     | Kennzeichen / Startnummer | Punkte: Technik + Rennen | = Gesamt                                                |
| --- | ------------------ | ---------------------- | ---------------------------- | ------------------------- | ------------------------ | ------------------------------------------------------- |
| 01. | Fritz Morzik       | Deutsches Reich        | BFW M 23b                    | D-1673 / A4               | 19,5 + 119               | 138,5                                                   |
| 02. | Hubert Broad       | Vereinigtes Königreich | DH-60G                       | G-AAHS / H5               | 26,25 + 109              | 135,25                                                  |
| 03. | John Carberry      | Kanada                 | Raka RK 25                   | D-1701 / B3               | 12 + 119                 | 131                                                     |
| 04. | Robert Lusser      | Deutsches Reich        | Klemm L 25 Ia                | D-1714 / C2               | 30,5 + 97,75             | 128,25                                                  |
| 05. | Federico Guazetti  | Königreich Italien     | Romeo Ro-5                   | ? / M3                    | 28,25 + 99               | 127,25                                                  |
| 06. | Wolf von Dungern   | Deutsches Reich        | BFW M 23b                    | D-1674 / A3               | 20.25 + 106,5            | 126,75                                                  |
| 07. | František Klepš    | Tschechoslowakei       | Avia BH-11                   | L-BABG / T1               | 32,5 + 94                | 126,5                                                   |
| 08. | Gustavo Castaldo   | Königreich Italien     | Romeo Ro-5                   | I-IACE / M2               | 25,25 + 99               | 124,25                                                  |
| 09. | Umberto Gelmetti   | Königreich Italien     | Romeo Ro-5                   | ? / M1                    | 18 + 104                 | 122                                                     |
| 10. | Winifred Spooner   | Vereinigtes Königreich | DH-60G                       | G-AAAL / H6               | 22,5 + 99                | 121,5                                                   |
| 11. | Waldemar Roeder    | Deutsches Reich        | Junkers A 50                 | D-1683 / D5               | 30,25 + 90,25            | 120,5                                                   |
| 12. | Carlo Benasatti    | Königreich Italien     | Romeo Ro-5                   | I-FARO / K8               | 19,25 + ?                | 117,75 ?                                                |
| 13. | Francesco Lombardi | Königreich Italien     | Fiat AS.1                    | ? / K3                    | 18,5 + 99                | 117,5                                                   |
| 14. | Batista Bottalla   | Königreich Italien     | Fiat AS.1                    | ? / K4                    | 18 + 99                  | 117                                                     |
| 15. | Hans Wirth         | Schweiz                | Klemm L 25 Ia                | ? / S2                    | 32,5 + 81,75             | 114,25 (bester Schweizer)                               |
| 15. | Reinhold Poss      | Deutsches Reich        | Klemm L 25 Ia                | D-1713 / C6               | 30,25 + 84               | 114,25                                                  |
| 22. | M. Weiss           | Frankreich             | Potez 36                     | F-AJGT / F5               | 23,75 + 74,75            | 98,5 (bester Franzose)                                  |
| 26. | Maurice Finat      | Frankreich             | Potez 36                     | F-AJGW / F6               | 18,50 + 72,75            | 91,25                                                   |
| 27. | Werner Junck       | Deutsches Reich        | Albatros Flugzeugwerke L 82b | D-1706 / B9               | 25,25 + 64,75            | 90                                                      |
| 28. | Raymond Delmotte   | Frankreich             | Caudron C.191                | F-AJGH / E7               | 12,75 + 72,75            | 85,5                                                    |
| 31. | Jacques Maus       | Belgien                | St Hubert G.1                | OO-AKY / H2               | 18 + 54,5                | 72,5 (bester Belgier (in der französischen Mannschaft)) |

Der erste Preis war mit 100.000 Französische Franc (FF) dotiert, der Zweite bekam 50.000 FF, der Dritte 25.000 FF, die 16 folgenden Mannschaften erhielten je 7.350 FF.
Der Wettbewerb war ein voller Erfolg für die deutschen Teilnehmer (incl. dem für Deutschland gestarteten John Carberry) aber nur 12 von 24 Mannschaften konnten den Wettbewerb beenden. Die Italiener konnten ebenfalls ein gutes Ergebnis aufstellen – wegen nur drei Ausfällen konnten neun der zwölf gestarteten Flugzeuge im Ziel landen.
Aufgrund des Sieges einer deutschen Besatzung wurde der Europarundflug 1930 in Deutschland organisiert und ausgerichtet. Die Regularien für die Flugzeuge stellten dort höhere Anforderungen an den Fortschritt und die technische Entwicklung.